# Paolo Ubaldi
Paolo Ubaldi (Parma, 30 agosto 1872 – Milano, 22 luglio 1934) è stato un presbitero italiano della Società Salesiana di San Giovanni Bosco e uno dei più importanti studiosi italiani di filologia in particolare per ciò che riguarda la Letteratura Cristiana Antica, che grazie alla sua opera ebbe un notevole sviluppo accademico.
Si laureò in Lettere presso la Regia Università di Torino il 10 dicembre 1897, dove fu allievo di Giuseppe Fraccaroli. Conseguì, inoltre, la Laurea in Teologia presso la Pontificia Facoltà teologica e giuridica di Torino nel 1898 e in Filosofia presso la Regia Università di Torino nel 1898. Fu libero docente di Letteratura greca presso la R. Università di Torino e, sempre a Torino, tenne dei corsi liberi di Letteratura greca negli anni accademici 1909-1910, 1910-1911, 1911-1912, 1912-1913. Nel 1919 ebbe l'incarico di grammatica greca e latina presso la Regia Università di Catania, dove nel 1920 e 1921 fu professore incaricato per la Letteratura greca. Dal 1922 al 1924 fu a Catania come professore straordinario di Letteratura greca. Nel 1924 fu trasferito alla Università Cattolica con l'incarico per la cattedra di Letteratura cristiana greco-latina. Nel 1932 assunse l'insegnamento di Letteratura patristica nel Seminario Arcivescovile di Milano di Venegono. Tra i suoi allievi ci fu il latinista Emanuele Rapisarda, il futuro cardinale Michele Pellegrino, Arcivescovo di Torino, e Giuseppe Lazzati, Costituente e Magnifico Rettore dell'Università Cattolica dal 1968 al 1983; il grecista Quintino Cataudella.

## Elenco delle opere
- Di due citazioni di Platone in Giovanni Crisostomo, in « Rivista di filologia e di istruzione classica » XXVIII (1900). fasc. 1.
- Gli epiteti esortativi nelle Lettere di Giovanni Crisostomo in « Bessarione », VI, (1902). fasc. 2, 304-332.
- Sulla Lettera crisostomiana 125 « Cyriaco episcopo exsulanti » (Migne, 52, 681-685) in « Bessarione », V (1900), pag. 244-264.
- Sulla Lettera crisostomiana 223, « ad episcopum antiochenum », (Migne, 52, 739 e segj in « Bessarione », VI, (1902), fase. 1. 69-79.
- Di due lettere attribuite a S. Giovanni Crisostomo, S. Benigno Canavese, Scuola Tipografica Salesiana, 1909. (Sono gli articoli del « Bessarione » ristampati con ritocchi e aggiunte).
- Il libro IV dell' « Anabasi » di Senofonte, con note di P. Ubaldi e C. Boselli. Torino, Editrice Salesiana. 1901, più volte ristampato.
- La Sinodo « ad Quercum » dell'anno 403 (in « Memorie della R. Accad. delle Scienze di Torino », 1902).
- Osservazioni sulla collocazione del nome « Zeus » in Eschilo (in «Atti della R. Accad. delle Scienze di Torino », 1904).
- Appunti sul « Dialogo storico » di Palladio (in « Memorie della R. Accad. delle Scienze di Torino », 1906).
- De septem quae supersunt Aeschyli fabularum inscriptionibus disseruit P. U. Torino, 1908.
- ESCHILO, Agamennone. Testo critico e commento. Torino, 1909.
- ESCHILO, I Sette contro Tebe. Testo critico e commento. Torino, 1913.
- Il movimento letterario d'ispirazione cristiana in Oriente nella prima metà del sec. IV (estratto dal volume « Letture Costantiniane », Roma, 1914.
- ATENAGORA, La supplica dei cristiani. Versione italiana e note dichiarative. Torino. 1913.
- Idee pedagogiche di Giovanni Crisostomo. In « Didaskaleion », 11, fl 913), 463-491, 111, (1914). 49-63«
- Note critiche alla « Supplica » di Atenagora. In « Didaskalcion », IV, (1915), 103-107; V. (1916). 47-52.
- ATENAGORA, La Supplica pei Cristiani. Testo critico e commento. Torino. 1909.
- ESCHILO, Le Eumenidi. Testo critico e commento. Torino, 1919.
- Per la psicologia di Gesù. Frammenti. In « Didaskaleion ». Nuova serie. 1, fl 923), 45-56.
- TAZIANO, Il « Discorso ai Greci». Versione italiana e note. Torino, 1921.
- METODIO D'OLIMPO, Il convito delle vergini. Versione italiana, introduzione e commento. Torino. 1926.
- UBALDI-COLOMBO, Saggi della Bibbia vulgata. Torino, 1923.
- GARINO-UBALDI, Grammatica greca. I, Fonetica e Morfologia. II, Sintassi. Torino, 1927.
- Un ricordo crisostomeo nel « Giorno » del Parini (estratto dal volume miscellaneo in memoria di Felice Ramorino). Milano. 1928.
- PLATONE, La Repubblica. Traduzione, introduzione e note di Giuseppe Fraccaroli. A cura di PAOLO UBALDI, «La Nuova Italia» editrice, Firenze. 1930.
- PLATONE, Il Gorgia. Versione italiana, introduzione e note di Giuseppe Fraccaroli. A cura di PAOLO UBALDI, «La Nuova Italia» editrice, Firenze. 1931.
- ESCHILO, Coefore (critica del testo e commento).
- Vangelo secondo S. Marco. Commento al testo greco.
- Sulla collocazione delle parole in Eschilo.
- Della metafora in Eschilo.
- Gli Acta Martyrum e altro materiale vario per una Storia della Letteratura greco-cristiana.